# Callitetrarhynchus gracilis
Espèce
Synonymes
- Anthocephalus gracilis Rudolphi, 1819[2]
- Callitetrarhynchus elongatus Bilqees & Khurshid, 1987[2]
- Callitetrarhynchus megacanthus Bilqees & Khurshid, 1987[2]
- Rhynchobothrium spiracornutum Linton, 1907[2]
- Tentacularia lepida Chandler, 1935[2]
- Tentacularia macfiei Southwell, 1929[2]

Callitetrarhynchus gracilis est une espèce de cestodes de la famille des Lacistorhynchidae. Il parasite des espèces vivant dans des environnements marins. On le rencontre notamment dans les eaux européennes de l'Atlantique nord et dans celles du golfe du Mexique.